# Europese weg 461
De Europese weg 461 of E461 is een Europese weg die loopt van Svitavy in Tsjechië naar Wenen in Oostenrijk.

## Algemeen
De Europese weg 461 is een Klasse B-verbindingsweg en verbindt het Tsjechische Svitavy met het Oostenrijkse Wenen en komt hiermee op een afstand van ongeveer 190 kilometer. De route is door de UNECE als volgt vastgelegd: Svitavy - Brno - Wenen.